# Конторка (Половино-Черемховское сельское поселение)
Конторка — село в Тайшетском районе Иркутской области России. Входит в состав Половино-Черемховского муниципального образования. Находится примерно в 14 км к северо-западу от районного центра.

## Население
По данным Всероссийской переписи, в 2010 году в селе проживал 151 человек (77 мужчин и 74 женщины).